# ريك كارسدورب
ريك كارسدورب (بالهولندية: Rick Karsdorp) (مواليد 11 فبراير 1995) هو لاعب كرة قدم هولندي يجيد اللعب في مركز الظهير الأيمن ويلعب أيضًا كوسط جناح , ويلعب حاليًا لنادي روما الإيطالي.

## بطولات وإنجازات اللاعب
- كأس هولندا: 2015–2016

## روابط خارجية
- ريك كارسدورب على موقع الاتحاد الأوربي (الإنجليزية)
- ريك كارسدورب على موقع قاعدة بيانات كرة القدم.إي يو (الإنجليزية)
- ريك كارسدورب على موقع بيانات كرة القدم. دي إي (الألمانية)
- ريك كارسدورب على موقع ليكيب (الفرنسية)
- ريك كارسدورب على موقع ناشيونال فوتبول تيمز (الإنجليزية)
- ريك كارسدورب على موقع Soccerbase.com (لاعب) (الإنجليزية)
- ريك كارسدورب على موقع Soccerway.com (الإنجليزية)
- ريك كارسدورب على موقع عالم كرة القدم.نت (الإنجليزية)
- ريك كارسدورب على موقع AS.com (الإسبانية)

- Rick Karsdorp